# 蒋棨
蔣棨（1703年—1780年），原名棻，字誦先，號信夫，堂號玉照堂，江南蘇州府長洲縣人，清朝乾隆年間蘇州復園（拙政園中部）園主。

## 生平
蔣棨為蘇州婁關蔣氏家族蔣燦玄孫。本生曾祖蔣圻為監生，嗣曾祖蔣垣為長洲庠生。祖父蔣之逵為監生。父蔣文滂（字范友，號樸園，1672-1737，蔣之逵第六子）為貢生，因隨長兄蔣文瀾助修江南水利有功，雍正六年（1728年）贈郎中。母為王揆女，王原祁為蔣棨舅。長兄蔣楫。蔣棨為蔣文滂第三子，監生，候選通判。以賑濟恩獲議敘府同知即用。有從兄弟蔣杲、蔣恭棐、蔣重光等。

## 蔣棨與拙政園復園
拙政園在康熙十八年（1679年）時為蘇松常道新署，康熙二十一年（1682年）十一月蘇松常道裁撤後，該園逐漸散為民居，園景亦逐漸荒蕪。蔣棨在乾隆初年購得該園中部，加以修葺。王峻於乾隆十五年（1750年）為《復園嘉會圖》題文敘述乾隆三年（1738年）春蔣棨在園中招飲會友，並請洞庭葉芳林（字震初）繪《復園嘉會圖》，畫中有主客凡二十三人及家僮六人。後世葉廷琯從蔣棨孫蔣紹均（蔣棨第五子蔣元鼎長子，字序倫，號研谿）處得觀《復園嘉會圖》，在其《鴎陂漁話•復園嘉會圖》一文中記錄此畫作及友人題記，並詳錄王峻著文。吳中師友沈德潛著有《復園記》一篇，記錄乾隆十二年（1747年）春乞假南歸時與主人聚會遊園情形，蔣棨姻親袁枚作有多首蔣氏復園相關詩詞。錢泳著《履園叢話二十•園林•拙政園》記載，蔣棨曾於春、秋兩季擇佳日，邀請名流到園中觴詠，留有《復園嘉會圖》。蔣棨於乾隆四十五年（1780年）去世後，復園由蔣氏族人打理至嘉慶初期，期間於乾隆五十四年（1789年）重葺，五十五年（1790年）由蔣耀宗、蔣業晉等招集吳中耆老錢大昕、金學詩、潘奕雋、張應均、李繩、郭毓圻、陸恭，及從兄蔣元泰（蔣元益弟，字贊王，號同庵、貪山，1717-1793）、從弟蔣曾炘等舉行餞春雅集。嘉慶二年（1797年）趙翼、王昶等受蔣業晉及其從弟蔣曾煊（蔣含光第八子，蔣泰堦、蔣慶均叔，字德融，號梅厂（庵），1750-1833）之邀雅集復園，留下詩詞紀念。曾常住復園的西賓塾師顧虬（號青庵，1755-1804）作有多篇蔣氏復園詩詞收錄于《吳門園墅文獻》。俞樾《茶香室三鈔•商山子》轉述葉廷琯文中所錄王峻題文曰《復園嘉會圖》畫中有賓客主僕二十余人，又轉述顧虬詩言畫中老僕商山子好書畫之韻事。嘉慶十四年（1809年）復園歸海寧查世倓（查昇曾孫），其子查元偁作有《復園十詠》。此外，蘇州范來宗著有《蔣園易主歌》敘述復園歷史。
蔣棨藏書豐富，現存其玉照堂刊刻王峻著《王艮齋詩集》（十卷）及《王艮齋文集》（四卷），以及揚州醫者徐赤著《傷寒論集注》（十卷）、《傷寒論集注外篇》（四卷）等書。

## 家庭
夫人為申用嘉曾孫申瑋長女（1702-1726）；繼妻為太倉王時敏孫王遵扆女（1704-1736）；再繼妻為唐如柏女；側室李氏、楊氏。有六子：長子蔣元熙配繆曰芑孫女；次子蔣元龍配湯萬烺孫女；三子蔣元音配吳安民女；四子蔣元勳元配沈樹本孫女，繼配郭孫順孫女；五子蔣元鼎配顧汝楫孫女；六子蔣元鼐（字惟梅，號梧村，1743-1763）配袁枚女，袁枚曾作《嫁女詞四首》及《送婿偕女歸吳門》。蔣元鼐婚後早逝，袁枚作《哭婿》詩紀念，袁氏為丈夫服喪三年完畢後絕食而死，道光年間陶澍為其題請旌表。蔣元鼐以長兄蔣元熙第三子蔣紹祉為嗣，配許寶善女。